# Libnotes (Libnotes) stantoni
Libnotes (Libnotes) stantoni is een tweevleugelige uit de familie steltmuggen (Limoniidae). De soort komt voor in het Oriëntaals gebied.